# Équipe cycliste Crelan-AA Drink
Pour les autres équipes sponsorisées par la banque mutualiste Crelan, voir Crelan.
L'équipe Crelan-AA Drink est une équipe de cyclisme active en 2014 et 2016 et spécialisée dans le cyclo-cross.

## Histoire de l'équipe
L'équipe est créée en 2014 à la suite de la dissolution de l'équipe Crelan-Euphony, fin 2013. Crelan, sponsor principal de cette formation mais aussi du cyclo-crossman Sven Nys décide d'arrêter son partenariat avec la formation de Gérard Bulens mais de le poursuivre avec deux crossmen Sven Nys et Sven Vanthourenhout. L'équipe a donc la particularité de ne compter que deux coureurs en son sein.
Elle s'arrête à l'issue de la saison de cyclo-cross 2015-2016,.

### Championnats nationaux
- Championnats de Belgique de cyclo-cross : 
  - Élites : 2014 (Sven Nys)

## Crelan-AA Drink en 2015

### Effectif
| Cycliste            | Date de naissance | Nationalité | Équipe 2013     |
| ------------------- | ----------------- | ----------- | --------------- |
| Sven Nys            | 17 juin 1976      | Belgique    | Crelan-AA Drink |
| Sven Vanthourenhout | 14 janvier 1981   | Belgique    | Crelan-AA Drink |

### Victoires

#### Sur route
Aucune victoire UCI.

## Crelan-AA Drink en 2014

### Effectif
| Cycliste            | Date de naissance | Nationalité | Équipe 2013    |
| ------------------- | ----------------- | ----------- | -------------- |
| Sven Nys            | 17 juin 1976      | Belgique    | Crelan-Euphony |
| Sven Vanthourenhout | 14 janvier 1981   | Belgique    | Crelan-Euphony |

### Victoires

#### Sur route
Aucune victoire UCI.

#### En cyclo-cross
| Date       | Course                                              | Pays       | Classe | Vainqueur |
| ---------- | --------------------------------------------------- | ---------- | ------ | --------- |
| 01/01/2014 | Trophée Banque Bpost #6 - Grand Prix Sven Nys, Baal | Belgique   | C1     | Sven Nys  |
| 12/01/2014 | Championnat de Belgique de cyclo-cross              | Belgique   | CN     | Sven Nys  |
| 18/01/2014 | Kasteelcross Zonnebeke, Zonnebeke                   | Belgique   | C2     | Sven Nys  |
| 19/01/2014 | Soudal Classics Cyclocross Leuven, Louvain          | Belgique   | C1     | Sven Nys  |
| 05/02/2014 | Parkcross Maldegem, Maldeghem                       | Belgique   | C2     | Sven Nys  |
| 08/02/2014 | Trophée Banque Bpost #7 - Krawatencross, Lille      | Belgique   | C1     | Sven Nys  |
| 09/02/2014 | Superprestige #7, Hoogstraten                       | Belgique   | C1     | Sven Nys  |
| 10/09/2014 | Clif Bar CrossVegas, Las Vegas                      | États-Unis | C1     | Sven Nys  |
| 27/09/2014 | Soudal GP Neerpelt, Neerpelt                        | Belgique   | C2     | Sven Nys  |
| 12/10/2014 | Trophée Banque Bpost #1, Renaix                     | Belgique   | C1     | Sven Nys  |
| 11/11/2014 | Soudal Jaarmarktcross Niel                          | Belgique   | C2     | Sven Nys  |